# Station Hamelen
Station Hamelen (Bahnhof Hameln) is een spoorwegstation in de Duitse plaats Hamelen, in de deelstaat Nedersaksen. Het vorkstation ligt aan de spoorlijnen Hannover - Altenbeken - Soest en Elze - Löhne. Tot 1980 was het station het eindpunt van de spoorlijn Lage - Hamelen.

## Geschiedenis

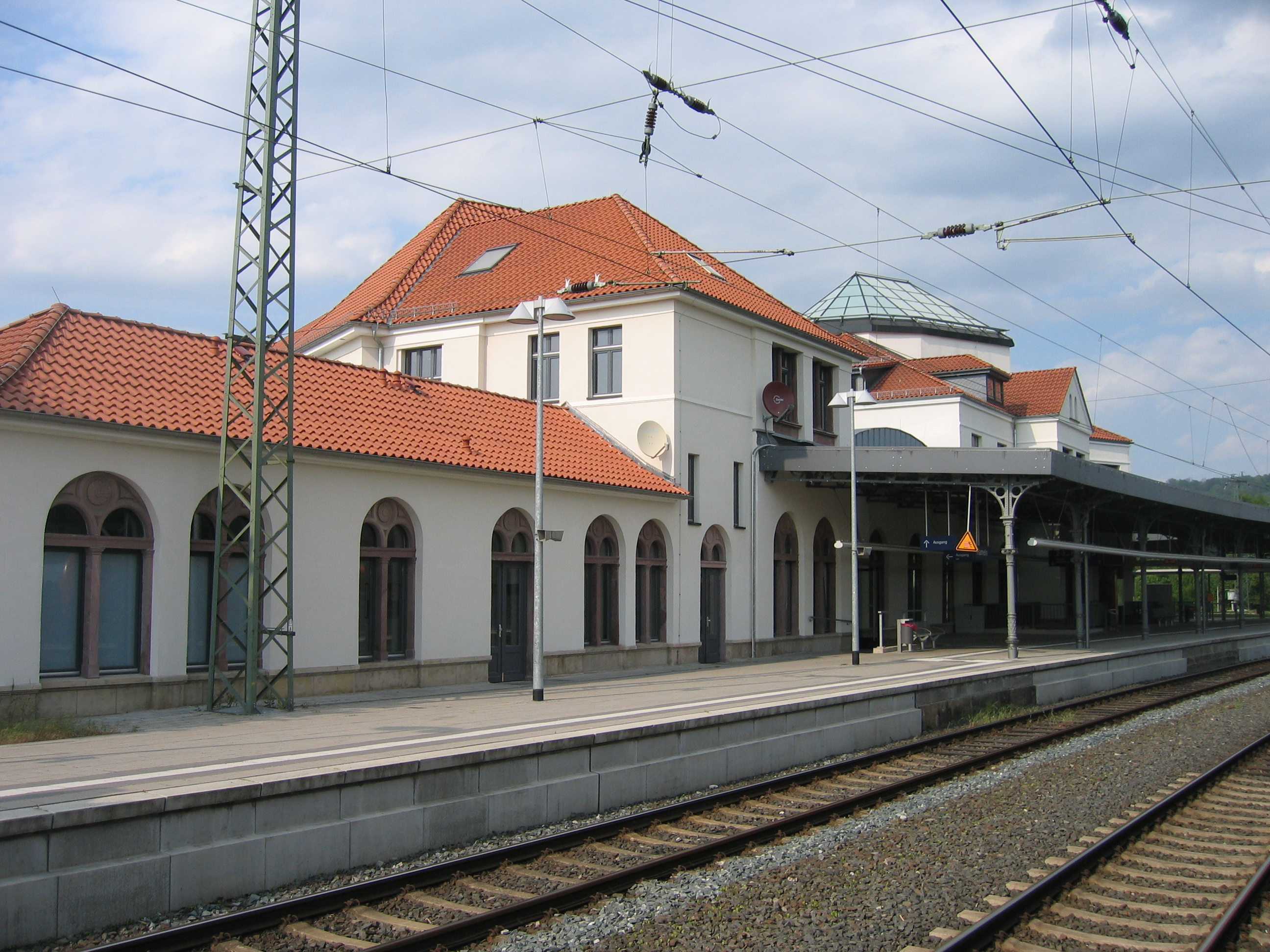
Blik op spoor 1 (2009)

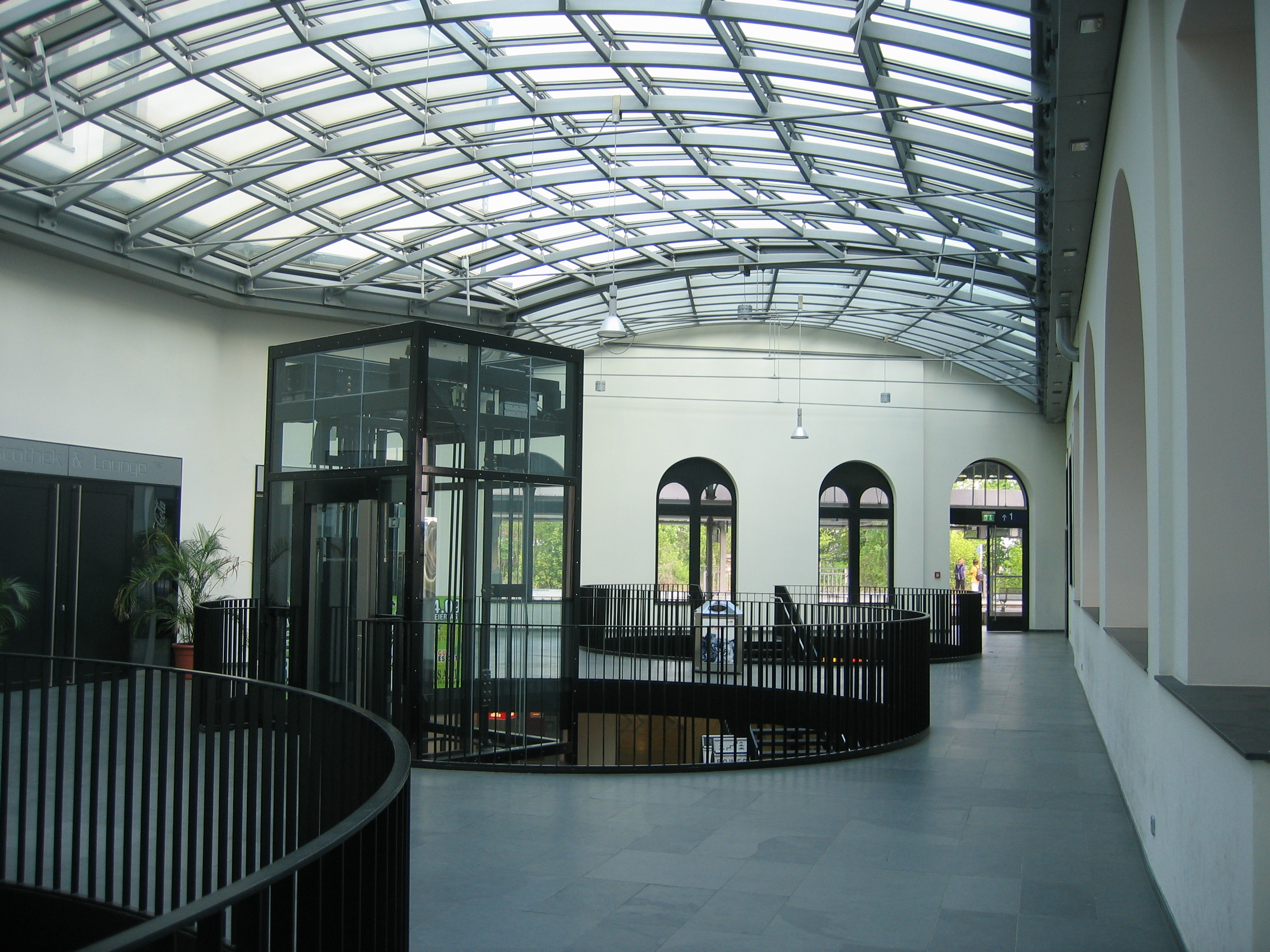
Hal van de bovenste etage in het stationsgebouw (2009)

Het station Hamelen werd door de Hannover-Altenbekener Eisenbahn-Gesellschaft (HAE) aan haar nieuw gebouwde en op 13 april 1872 geopende spoorlijn in het oosten van de stad aangelegd en van een wigvormig stationsgebouw voorzien, dat op 30 december 1872 geopend werd. Op 30 juni werd de ook door de HAE gebouwde spoorlijn Löhne - Elze geopend, waardoor station Hamelen een knoopstation werd. Oostelijk van het station ontstond een omvangrijk rangeerterrein. 
Aan beide spoorlijnen ligt een hoofdperron en een tussenperron, die in 1902 respectievelijk 1906 door een tunnel met het stationsgebouw verbonden werden. Op 31 oktober 1897 kwam de spoorlijn naar Lage erbij, die werd afgewikkeld aan de zuidelijke Altenbekener zijde. Goederenloodsen en laadperrons lagen noordelijk van het rangeerterrein. Deze moesten weer aangepast worden door het steeds toenemende verkeer.
In maart 1921 brandde het stationsgebouw volledig af en het werd tot november 1925 groter herbouwd. Daarbij werd het stationsgebouw, dat oorspronkelijk op spoorniveau lag, nu op straatniveau  gebouwd zodat de grote trappen kwamen te vervallen. In 1934 werd het station kort geüpgraded naar centraal station (Hauptbahnhof). In maart en april 1945 raakte het station zwaar beschadigd door diverse bombardementen op Hamelen. 
In mei 1971 werd de spoorlijn Hannover - Soest geëlektrificeerd, op 27 september 1980 werd de spoorlijn naar Lage voor reizigersverkeer stilgelegd en tot 1985 opgebroken. Tijdelijk eindigde ook de reizigerstreinen van de Vorwohle-Emmerthaler Eisenbahn-Gesellschaft in Hamelen. 
Het stationsgebouw werd in 2001 door de stad Hamelen aangekocht en van 2002 tot 2006 gerenoveerd. Gelijktijdig werd ook het emplacement, in bezit van de Deutsche Bahn, vernieuwd.
Het station had ook een groot onderhoudscentrum, zuidelijk van de sporen, met twee locomotiefloodsen. Terwijl één loods tussen 1974 en 1977 afgebroken werd, is de andere in 2016 nog aanwezig. Oostelijk van het emplacement aan de spoorlijn richting Hannover ligt een omvangrijk goederenstation, dat tegenwoordig nog deels als zodanig gebruikt wordt. Het noordelijke deel is in de vroege jaren '90 omgebouwd voor het hoofdkantoor voor financieel dienstverlener BHW.

## Indeling
Het station beschikt over zes perronsporen, drie aan de Altenbekener zijde (spoor 1-3) en drie aan de Löhner zijde (spoor 5-7). In het stationsgebouw is een tijdschriftenwinkel, een kiosk, een bakkerij, een café en een DB Reisezentrum (OV-Servicewinkel). Op het stationsplein bevindt zich het busstation Hameln Bahnhof, dat tegelijk een centraal knooppunt voor alle stads- en streekbussen in de regio Hamelen - Pyrmont is.

## Verbindingen
Via de S-Bahn-lijn S5 van de S-Bahn van Hannover bestaat er vanaf 2000 elk halfuur een verbinding met de Nedersaksische hoofdstad Hannover, vanaf 2002 elk uur een verbinding met Paderborn. Via de spoorlijn Elze - Löhne is er elk uur een verbinding naar Hildesheim en Löhne door de "Weser-Bahn" (RB 77). 
| Serie | Treinsoort                  | Route                                                                                               | Bijzonderheden                                          |
| ----- | --------------------------- | --------------------------------------------------------------------------------------------------- | ------------------------------------------------------- |
| RB 77 | Regionalbahn (NordWestBahn) | Bünde (Westf) – Löhne (Westf) – Hamelen – Nordstemmen – Hildesheim Hbf                              | Weser-Bahn 1x per twee uur in het weekend Bünde - Löhne |
| S5    | S-Bahn (DB Regio Nord)      | Hannover Flughafen – Hannover Hbf – Hannover Bismarckstraße – Hamelen – Bad Pyrmont – Paderborn Hbf | Flughafen - Hamelen 2x per uur                          |
| S51   | S-Bahn (DB Regio Nord)      | Seelze – Hannover Hbf – Hannover Bismarckstraße – Hamelen                                           | Alleen tijdens de spits                                 |